# Feralpisalò 2018-2019
Questa voce raccoglie le informazioni riguardanti la Feralpisalò nelle competizioni ufficiali della stagione 2018-2019.

## Stagione
Nella stagione 2018-2019 la squadra gardesana inizia ad agosto con l'eliminazione (1-0)  Coppa Italia Tim Cup nel secondo turno dal Lecce, dopo avere eliminato nel primo turno (2-0) la Virtus Francavilla. In campionato, la stagione regolare viene conclusa al quarto posto con 62 nel girone B della Serie C, con conseguente accesso al secondo turno dei Play off. Alla vigilia degli spareggi, l'allenatore Mimmo Toscano viene sollevato dall'incarico e la squadra viene affidata a Damiano Zenoni. Il cammino della Feralpisalò si conclude nella  doppia semifinale nazionale per mano della Triestina, dopo aver eliminato il Ravenna ed il Catanzaro nei turni preliminari. Nella Coppa Italia di Serie C i Leoni del Garda superano due turni, (1-0) alla Virtus Verona, e vittoria ai calci di rigore con il Sudtirol, prima di essere eliminati  (1-3) dal Vicenza. Nelle file dei gardesani si è messo in mostra, al termine della sua lunga carriera Andrea Caracciolo che ha firmato 12 reti, discreto anche il contributo di Fabio Scarsella con 11 centri.

## Divise e sponsor
Lo sponsor tecnico per la stagione 2018-2019 è Erreà, mentre i principali sponsor ufficiali sono Feralpi Group, Faro games, Forsteel  e Fonte Tavina.
| Casa | Trasferta | Terza divisa |

## Rosa
| N. |                   | Ruolo | Calciatore         |
| -- | ----------------- | ----- | ------------------ |
| 1  | Italia (bandiera) | P     | Alessandro Livieri |
| 3  | Italia (bandiera) | D     | Davide Mordini     |
| 4  | Italia (bandiera) | D     | Nicolas Giani      |
| 5  | Italia (bandiera) | D     | Paolo Dametto      |
| 6  | Italia (bandiera) | C     | Danilo Ambro       |
| 7  | Italia (bandiera) | C     | Alessio Vita       |
| 8  | Italia (bandiera) | C     | Luca Magnino       |
| 9  | Italia (bandiera) | A     | Andrea Caracciolo  |
| 11 | Italia (bandiera) | A     | Andrea Ferretti    |
| 12 | Italia (bandiera) | P     | Giovanni Arrighi   |
| 13 | Italia (bandiera) | D     | Elia Legati        |
| 14 | Italia (bandiera) | A     | Fabio Scarsella    |

| N. |                    | Ruolo | Calciatore          |
| -- | ------------------ | ----- | ------------------- |
| 17 | Italia (bandiera)  | D     | Sergio Contessa     |
| 18 | Italia (bandiera)  | C     | Simone Pesce        |
| 19 | Italia (bandiera)  | D     | Giorgio Altare      |
| 21 | Italia (bandiera)  | D     | Michele Canini      |
| 22 | Italia (bandiera)  | P     | Victor De Lucia     |
| 23 | Romania (bandiera) | C     | Denis Hergheligiu   |
| 26 | Italia (bandiera)  | D     | Riccardo Tantardini |
| 27 | Italia (bandiera)  | C     | Luca Guidetti       |
| 28 | Italia (bandiera)  | C     | Alessio Miceli      |
| 29 | Italia (bandiera)  | A     | Mattia Marchi       |
| 30 | Italia (bandiera)  | C     | Pasquale Maiorino   |
| 31 | Italia (bandiera)  | D     | Paolo Marchi        |

## Organigramma societario
Area direttiva
- Presidente: Giuseppe Pasini
- Vice presidente: Dino Capitanio
- Vice presidente: Alessandro Franzoni
- Vice presidente: Giovanni Goffi
- Vice presidente: Isabella Manfredi
- Amministratore delegato: Marco Leali

Area organizzativa
- Segretario generale: Omar Pezzotti
- Team manager: Andrea Ferretti

Area comunicazione
- Responsabile: Isabella Manfredi
- Ufficio stampa: Hervé Sacchi

Area tecnica
- Direttore sportivo: Gianluca Andrissi
- Allenatore: Domenico Toscano (1ª-38ª), Damiano Zenoni (play off)
- Allenatore in seconda: Michele Napoli (1ª-38ª), Alessandro Budel[5] (play off)
- Preparatore dei portieri: Federico Orlandi
- Preparatore atletico: Roberto Bruni (1ª-38ª), Marco Bresciani (play off)

Area sanitaria
- Responsabile: Alberto Gheza
- Medico sociale: Francesco Toscani
- Massaggiatore: Pierfrancesco Bettinsoli

## Risultati

### Serie C

#### Girone di andata
| Arbitro: | Kumara (Verona) |

|          |           |  |
| Cori 57’ | Marcatori |  |

| Salò 23 settembre 2018, ore 14,30 CEST 2ª giornata | Feralpisalò         | 0 – 0 referto | Fermana | Stadio Lino Turina (695 spett.)\| Arbitro: \| Gariglio (Pinerolo) \| |
| Arbitro:                                           | Gariglio (Pinerolo) |               |         |                                                                      |

| Arbitro: | Meraviglia (Pistoia) |

|             |           |                |
| Diakité 86’ | Marcatori | 54’ Caracciolo |

| Arbitro: | Zingarelli (Siena) |

|  |           |                             |
|  | Marcatori | 2’ Giacomelli 30’, 68’ Arma |

| Arbitro: | Pascarella (Nocera Inferiore) |

|                                           |           |             |
| Caracciolo 55’ Ferretti 58’ Scarsella 84’ | Marcatori | 89’ Ranieri |

| Arbitro: | Feliciani (Teramo) |

|  |           |            |
|  | Marcatori | 53’ Parodi |

| Arbitro: | Chindemi (Viterbo) |

|                           |           |  |
| M. Marchi 39’ Pesce 90+2’ | Marcatori |  |

| Arbitro: | Panettella (Bari) |

|                      |           |            |
| Galuppini 31’ (rig.) | Marcatori | 13’ Guerra |

| Arbitro: | Giordano (Novara) |

|                        |           |                      |
| Pesce 41’ Ferretti 63’ | Marcatori | 69’ (rig.) E. Marchi |

| Arbitro: | Pasciuta (Ravenna) |

|                                   |           |                                        |
| Costantino 19’ (rig.), 50’ (rig.) | Marcatori | 43’ Scarsella 45+3’ P. Marchi 47’ Vita |

| Arbitro: | Repace (Perugia) |

|                 |           |                   |
| Scarsella 90+1’ | Marcatori | 31’ (aut.) Parodi |

| Arbitro: | D'Apice (Arezzo) |

|                          |           |  |
| Rapisarda 10’ Stanco 68’ | Marcatori |  |

| Arbitro: | N. Marini (Trieste) |

|               |           |  |
| Scarsella 76’ | Marcatori |  |

| Arbitro: | Chindemi (Viterbo) |

|                                          |           |                                                      |
| Scarsella 27’ (aut.) F. Perna 59’ (rig.) | Marcatori | 15’, 43’ (rig.) Caracciolo 54’ Ferretti 90+4’ Guerra |

| Arbitro: | Lorenzin (Castelfranco Veneto) |

|                    |           |  |
| Hadžiosmanović 85’ | Marcatori |  |

| Arbitro: | Pascarella (Nocera Inferiore) |

|  |           |            |
|  | Marcatori | 70’ Lanini |

| Arbitro: | Cudini (Fermo) |

|                         |           |  |
| Steffé 43’ Petrella 54’ | Marcatori |  |

| Salò 22 dicembre 2018, ore 15,00 CET 18ª giornata | Feralpisalò      | 0 – 0 referto | Renate | Stadio Lino Turina (599 spett.)\| Arbitro: \| Clerico (Torino) \| |
| Arbitro:                                          | Clerico (Torino) |               |        |                                                                   |

| Arbitro: | Meleleo (Casarano) |

|                                |           |                       |
| Barison 24’ Dametto 83’ (aut.) | Marcatori | 67’ Guerra 72’ Legati |

#### Girone di ritorno
| Salò 29 dicembre 2018, ore 17,00 CET 20ª giornata | Feralpisalò       | 0 – 0 referto | Monza | Stadio Lino Turina (782 spett.)\| Arbitro: \| Rossetti (Ancona) \| |
| Arbitro:                                          | Rossetti (Ancona) |               |       |                                                                    |

| Arbitro: | Gariglio (Pinerolo) |

|                       |           |  |
| Giandonato 41’ (rig.) | Marcatori |  |

| Arbitro: | Marcenaro (Genova) |

|                                              |           |                         |
| Caracciolo 30’ L. Guidetti 40’ Scarsella 57’ | Marcatori | 24’ Marilungo 43’ López |

| Arbitro: | Zingarelli (Siena) |

|                |           |                    |
| N. Bianchi 61’ | Marcatori | 57’, 75’ Scarsella |

| Arbitro: | Cosso (Reggio Calabria) |

|                     |           |                     |
| Infantino 8’ (rig.) | Marcatori | 49’, 55’ Caracciolo |

| Arbitro: | Petrella (Viterbo) |

|              |           |  |
| Maiorino 76’ | Marcatori |  |

| Arbitro: | D. Miele (Torino) |

|                  |           |                                                    |
| Palma 82’ (rig.) | Marcatori | 68’ Maiorino 71’ (rig.) Caracciolo 90+1’ M. Marchi |

| Arbitro: | Fontani (Siena) |

|                                    |           |  |
| Magnino 5’ Vita 19’ Caracciolo 77’ | Marcatori |  |

| Arbitro: | Di Cairano (Ariano Irpino) |

|  |           |                                           |
|  | Marcatori | 20’ (rig.) Caracciolo 27’ Legati 33’ Vita |

| Arbitro: | Gariglio (Pinerolo) |

|                |           |            |
| Caracciolo 28’ | Marcatori | 27’ Romero |

| Arbitro: | Acanfora (Castellammare di Stabia) |

|                      |           |               |
| Manfrin 2’ Danti 10’ | Marcatori | 37’ Scarsella |

| Arbitro: | Natilla (Molfetta) |

|               |           |               |
| Scarsella 27’ | Marcatori | 90+1’ Fissore |

| Arbitro: | Ricci (Firenze) |

|  |           |                |
|  | Marcatori | 44’ Caracciolo |

| Arbitro: | Perenzoni (Rovereto) |

|          |           |              |
| Vita 64’ | Marcatori | 80’ F. Perna |

| Arbitro: | Luciani (Roma) |

|              |           |  |
| Ferretti 65’ | Marcatori |  |

| Arbitro: | Cascone (Nocera Inferiore) |

|                                  |           |           |
| Lanini 15’ Mosti 42’ Carraro 89’ | Marcatori | 54’ Pesce |

| Arbitro: | Maranesi (Ciampino) |

|  |           |                        |
|  | Marcatori | 37’ Coletti 44’ Mensah |

| Arbitro: | Bitonti (Bologna) |

|                                    |           |                        |
| Piscopo 2’ Guglielmotti 49’ (rig.) | Marcatori | 17’, 19’, 76’ Maiorino |

| Arbitro: | Marotta (Sapri) |

|                    |           |                                   |
| Scarsella 15’, 46’ | Marcatori | 54’ (rig.) Bombagi 66’ Candellone |

### Play-off
| Salò 15 maggio 2019, ore 20,30 CEST Secondo turno | Feralpisalò        | 0 – 0 referto | Ravenna | Stadio Lino Turina (707 spett.)\| Arbitro: \| Camplone (Pescara) \| |
| Arbitro:                                          | Camplone (Pescara) |               |         |                                                                     |

| Arbitro: | D'Ascanio (Ancona) |

|              |           |  |
| Maiorino 20’ | Marcatori |  |

| Arbitro: | Amabile (Vicenza) |

|                              |           |                      |
| De Risio 52’ Fischnaller 69’ | Marcatori | 34’ Pesce 89’ Legati |

| Arbitro: | Paterna (Teramo) |

|              |           |              |
| Maiorino 62’ | Marcatori | 32’ Granoche |

| Arbitro: | Marchetti (Ostia Lido) |

|                                    |           |  |
| Costantino 16’ (rig.) Granoche 85’ | Marcatori |  |

### Coppa Italia

#### Primo turno
| Arbitro: | Pasciuta (Ravenna) |

|                           |           |  |
| M. Marchi 53’, 64’ (rig.) | Marcatori |  |

#### Secondo turno
| Arbitro: | Nasca (Bari) |

|             |           |  |
| Palombi 94’ | Marcatori |  |

### Coppa Italia Serie C

#### Primo turno
| Arbitro: | Gualtieri (Asti) |

|                 |           |  |
| M. Marchi 90+3’ | Marcatori |  |

#### Sedicesimi di finale
| Arbitro: | Monaldi (Macerata) |

|                                    |                      |                                                  |
| Zanon 75’ (aut.)                   | Marcatori            | 47’ Costantino                                   |
| Vita Martin Dametto Magnino Parodi | Tiri di rigore 4 – 3 | Fink Antezza Della Giovanna Costantino Mazzocchi |

#### Ottavi di finale
| Arbitro: | G. Miele (Nola) |

|          |           |                                   |
| Vita 64’ | Marcatori | 28’, 54’ Maistrello 67’ A. Curcio |

## Statistiche

### Statistiche di squadra
| Competizione         | Punti | In casa | In casa | In casa | In casa | In casa | In casa | In trasferta | In trasferta | In trasferta | In trasferta | In trasferta | In trasferta | Totale | Totale | Totale | Totale | Totale | Totale | DR |
| Competizione         | Punti | G       | V       | N       | P       | Gf      | Gs      | G            | V            | N            | P            | Gf           | Gs           | G      | V      | N      | P      | Gf     | Gs     | DR |
| -------------------- | ----- | ------- | ------- | ------- | ------- | ------- | ------- | ------------ | ------------ | ------------ | ------------ | ------------ | ------------ | ------ | ------ | ------ | ------ | ------ | ------ | -- |
| Serie C              | 62    | 19      | 8       | 8       | 3       | 22      | 16      | 19           | 9            | 3            | 7            | 28           | 25           | 38     | 17     | 11     | 10     | 50     | 41     | +9 |
| Play-off             |       | 3       | 1       | 2       | 0       | 2       | 1       | 2            | 0            | 1            | 1            | 2            | 4            | 5      | 1      | 3      | 1      | 4      | 5      | -1 |
| Coppa Italia         |       | 1       | 1       | 0       | 0       | 2       | 0       | 1            | 0            | 0            | 1            | 0            | 1            | 2      | 1      | 0      | 1      | 2      | 1      | +1 |
| Coppa Italia Serie C |       | 3       | 1       | 1       | 1       | 3       | 4       | 0            | 0            | 0            | 0            | 0            | 0            | 3      | 1      | 1      | 1      | 3      | 4      | -1 |
| Totale               |       | 26      | 11      | 11      | 4       | 29      | 21      | 22           | 9            | 4            | 9            | 30           | 30           | 48     | 20     | 15     | 13     | 59     | 51     | +8 |